# 實感賽車3D
《山脊赛车3D》是万代南梦宫游戏开发并发行的任天堂3DS平台竞速游戏。游戏首张图片在2010年11月上旬展示，同时万代南梦宫确认游戏会在2011年下半年发行。然而随后游戏成为平台的首发游戏于2011年2月26日在日本发行；游戏之后于2011年3月在西方发行。